# 마리아핀토
마리아핀토(스페인어: María Pinto)는 칠레 산티아고 수도주 멜리피야 현의 코무나이다.